# خیرخانه
خیرخانه، یک محله در شمال شرق شهر کابل، افغانستان بوده عمدتاً منطقهٔ مسکونی شهر کابل می‌باشد. این نام پس از مسلمان شدن مردم کابل شهرت یافته بود. قبل از اسلام بنام خوار آبه یاد می‌گردید. خیر خانه به ۳ قسمت تقسیم شده بنام حصه اول حصه دوم و حصه سوم شهرکابل می‌باشد. خیر خانه از جمله پر جمعیت‌ترین منطقه کابل می‌باشد.

## چشمه سرکوتل خیرخانه
در کوتل خیر خانه چشمه وجود دارد که این چشمه ریشه تاریخی خیلی کهن دارد. زیرا مسافرین که از راه این کوتل دررفت و آمد بودند از این چشمه سرد برای خود وحیوانات خود استفاده می‌نمودند. این چشمه آهسته آهسته حیثیت مذهبی را با خود گرفت. که از زمان پیروان آیین میترا و مزد ینسا گرفته تا کوشانیان دوره اسلامی به نام خوار آبه یاد می‌شد. در قسمت دوسرکه بین خیرخانه و کوتل مسافر خانه‌ها و محل برای نگاه داری حیوانات وجود داشت. زمانیکه حبیب اله کلکانی از راه این چشمه به کابل حمله نمود نام این چشمه را از خورخانه به خیر خانه نام گذاشت که در کنار چشمه زیارت اطاقها برای عبادت وجود داشت. الی سالهای ۲۰۰۴ یک تعمیر سنگی با غسل خانه‌ها وجود داشت اکنون هیچ اثری از آن باقی نمانده است. درساحه  سه سرکه بادام باغ خیر خانه و شمالی که امرور بنام سرای شمالی مشهوراست . قریه کوچک وجود داشت بنام ده کیپک درین محل جوی و هم چشمه وجود داشت . و هم پهیره داری وجود داشت مال های که بکابل وارد میشد آز انها مالیه اخذ مینمود. امروز هیچ اثری آز آن باقی نمانده است.

## پیشینه
کلمه خور آبه ،خوارخانه (خیر خانه امروزی) ریشه ۲۷۰۰ سال قبل را دارد. شمال افغانستان آیین زردشتی و لی در جنوب افغانستان آیین ویدا میترا، مزد ینسا، هندویزم بودیزم و اسلام را تجربه نموه اند. در آیین میترایی عبادتگاه و نیایشکده را خورآبه و مهرآبه می‌گفته‌اند که مرکب از دو جز اند: خور و مهر که هردو مفهوم واحدی داشته، خورشید را افاده می‌کند و آبه در قدیمها چشمه را می‌گفتند. و به این ترتیب خورآبه مفهوم چشمهٔ خورشید را می‌دهد.
«در آیین میترا اسطوره است که مهر سنگی را هدف تیر قرار داد. از محل اصابت آن تیر، آب فوران زده در جهان جاری گشت. محل فوران آب را مهرآبه و آب جاری شده از سنگ را نوشابه نامیدند که این یکی نیز از دو جزء ترکیب یافته است: نوش یا انوش که معنای جاودانه دارد وآبه نیز یعنی چشمه را افاده می‌کند. «
اینکه چرا مهر و خوار به یک کلمه مقدس تبدیل شد حکایت است که «مهر در گاوباره، یا غارواره آب جاودان، گاو را که نماد زنده گی و آبادانی زمین شمرده می‌شد، قربانی نمود تا از خون آن زمین به زایش آمده، به تولید محصول بیاغازد. و به این ترتیب او در کنار مهرآبه تخم زندگانی را بر خاک افشانده، تداوم حیات بر روی زمین را تضمین نمود. پس بشریت به پاس خلق هستی و تداوم زنده گی بر روی زمین توسط مهر، نیایشگاه‌هایی برای او برپا داشتند و آن را مهرابه و خورآبه نام نهادند. این خورآبه‌ها معمولاً در تهکاوی‌ها یا زیرزمینی‌های عبادتگاه‌ها قرار داشتند که نمونهٔ برجستهٔ آن خورآبه یا خورخانه یی است که در کوتل خیرخانهٔ کابل هنوز هم موجود است و اسم خیرخانه نیز صورت تغییر یافتهٔ اسم همین نیایشکده است، زیرا امیر حبیب‌الله کلکانی به علت آغاز موفقیتش برای گرفتن تخت و تاج که از همین کوتل آغاز گردید، آنرا به خیرخانه مبدل ساخت» کریم پوپل

## جستارهای وابسته

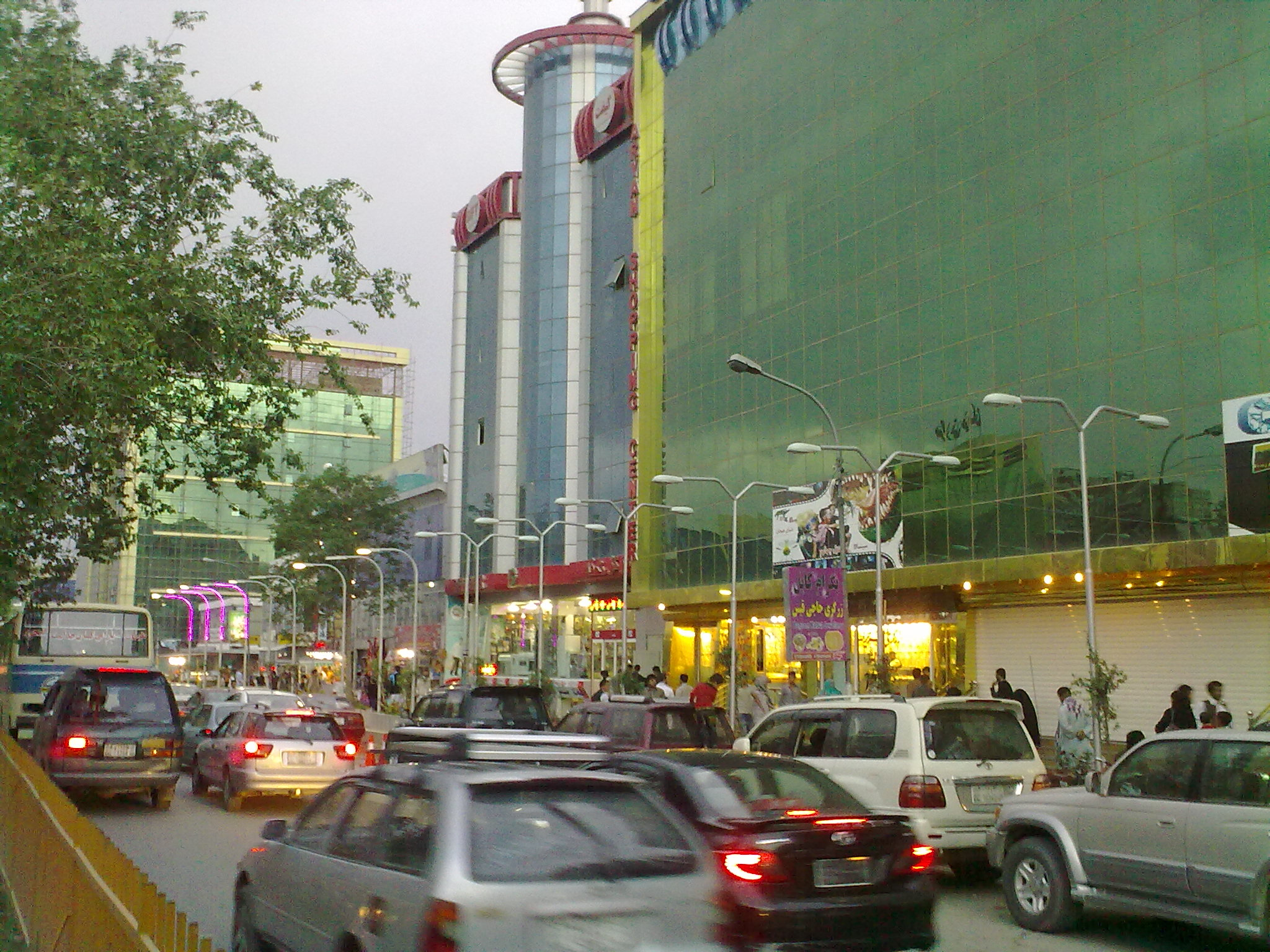
بازار خیرخانه در سال ۲۰۱۲ (میلادی)

## موخذ از
- مشارکت‌کنندگان ویکی‌پدیا. «Khair Khāna». در دانشنامهٔ ویکی‌پدیای انگلیسی، بازبینی‌شده در ۲۷ سپتامبر ۲۰۱۷.